# Omophlus
Omophlus är ett släkte av skalbaggar som beskrevs av Pierre François Marie Auguste Dejean 1834. Omophlus ingår i familjen svartbaggar.
Släktet innehåller bara arten Omophlus betulae.

## Bildgalleri

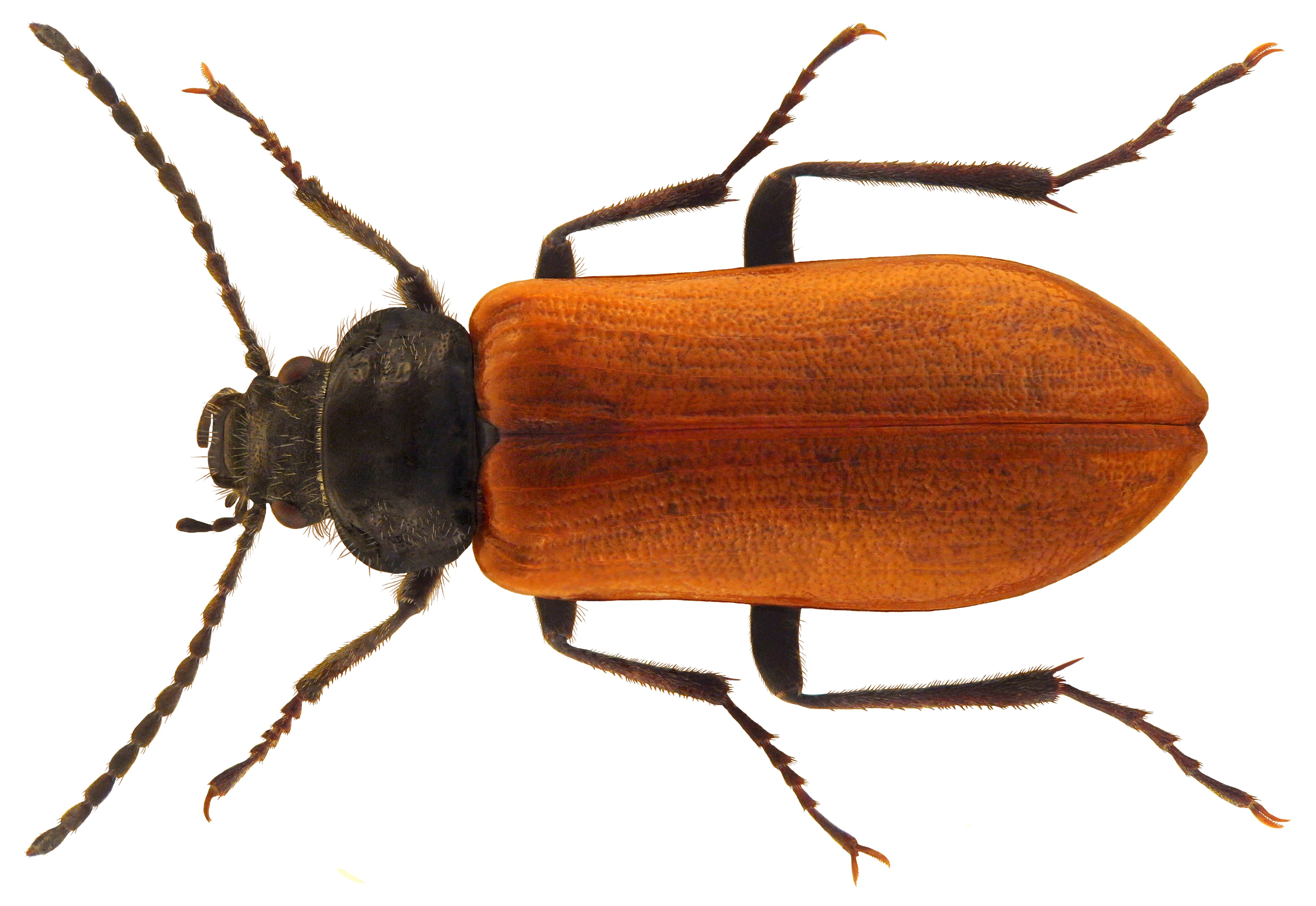
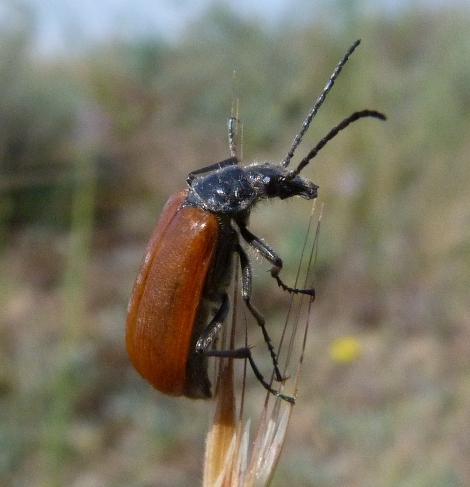
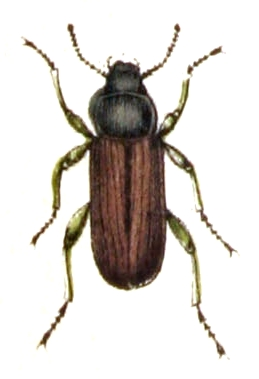
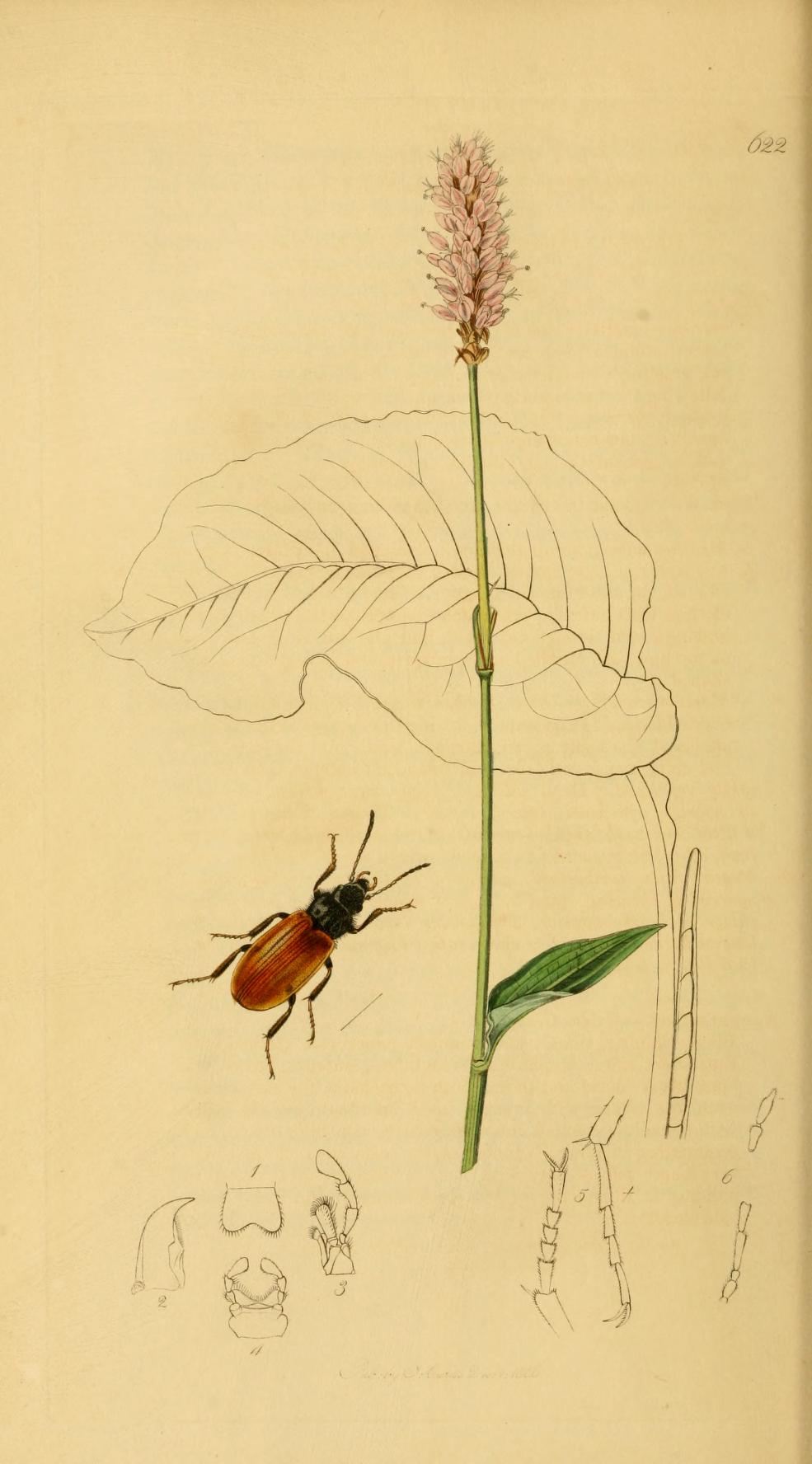